# Märkischer Jugendchor
Der Märkische Jugendchor (MJC) des Karl-Friedrich-Schinkel-Gymnasiums in Neuruppin ist ein gemischter Jugendchor, der hauptsächlich aus Schülern des Gymnasiums besteht.
Der Chor wurde 1967 von Hans-Peter Schurz als Schulchor gegründet und bis 2005 auch von ihm geleitet. Auf ihn folgte für zwei Jahre Lorenz Heimbrecht. Seit 2007 ist Ulrike Schubach die Chorleiterin. Das Repertoire des Chores umfasst überwiegend a cappella Stücke von der Renaissance bis zur Moderne.
Der Märkische Jugendchor stellte Uraufführungen in Konzerten und im Rundfunk vor und wurde mehrfach ausgezeichnet. Zum 30-jährigen Jubiläum des Chores erschien eine CD mit dem Titel Rotdorn meiner Kinderjahre. In seiner langen Geschichte führten ihn diverse Chorreisen sowohl innerhalb Deutschland umher als auch ins europäische und außereuropäische Ausland. Die weiteste und auch längste Reise der letzten Jahre trat der Chor 2011 gemeinsam mit dem Chor des Evangelischen Gymnasiums Neuruppin in die USA an.